# Trần Đại Quang
Trần Đại Quang, född 12 oktober 1956 i Ninh Bình-provinsen, död 21 september 2018 i Hanoi, var Vietnams president från den 2 april 2016 fram till sin död. Quang fick 91,5 % av nationalförsamlingens röster i 2016 års presidentval och valdes därmed till president.
Trần Đại Quang var medlem i Vietnams kommunistiska parti från 1975.